# Eufriesea chrysopyga
Eufriesea chrysopyga är en biart som först beskrevs av Alexander Mocsáry 1898.  Eufriesea chrysopyga ingår i släktet Eufriesea, tribus orkidébin, och familjen långtungebin. Inga underarter finns listade.